# Celina Borko
Celina Borko (* 22. Februar 2002) ist eine deutsche Synchronsprecherin.

## Leben
Celina Borko ist die jüngere Schwester des Synchronsprechers Vincent Borko.
Celina Borko war von 2008 bis 2019 aktives Mitglied des Kinderchores der Staatsoper Unter den Linden in Berlin. Im Kinderchor der Staatsoper hat sie unter anderem in Der gestiefelte Kater, Rosenkavalier, La Bohème, Nussknacker, Maskenball, Das Schloss und der Produktion Hänsel und Gretel von 2017 gespielt und gesungen. Zusätzlich war sie bei diversen Tourneen des Chores nach Vietnam (2015), China (2016), Kalifornien, USA (2016) und Argentinien (2018) dabei.
Als Synchronsprecherin war Borko unter anderem in Snowflake, Women´s Murder Club, Stark (Kinder erzählen ihre Geschichte), Die Biene Maja, Marco Polo, Superman, Alfie der kleine Werwolf und Bad Grandpa zu hören. Sie hat zudem im Hörspiel Ampelmännchen sind kein Haustiere mitgewirkt.
2020 war sie in einer Nebenrolle als Vergewaltigungsopfer in dem Fernsehfilm Borowski und der Fluch der weißen Möwe aus der Reihe Tatort zu sehen.